# Spaans dambordje
Het Spaans dambordje (Melanargia lachesis) is een vlinder uit de familie Nymphalidae (vossen, parelmoervlinders en weerschijnvlinders). De voorvleugellengte bedraagt 25 tot 28 millimeter. De soort komt voor op het Iberisch Schiereiland en in het zuiden van Frankrijk. De soort heeft jaarlijks één generatie die vliegt van juni tot in augustus. De vlinder vliegt op hoogtes tot 2000 (soms 2500) meter.
De waardplanten van het Spaans dambordje zijn soorten uit de grassenfamilie. De soort overwintert als rups.

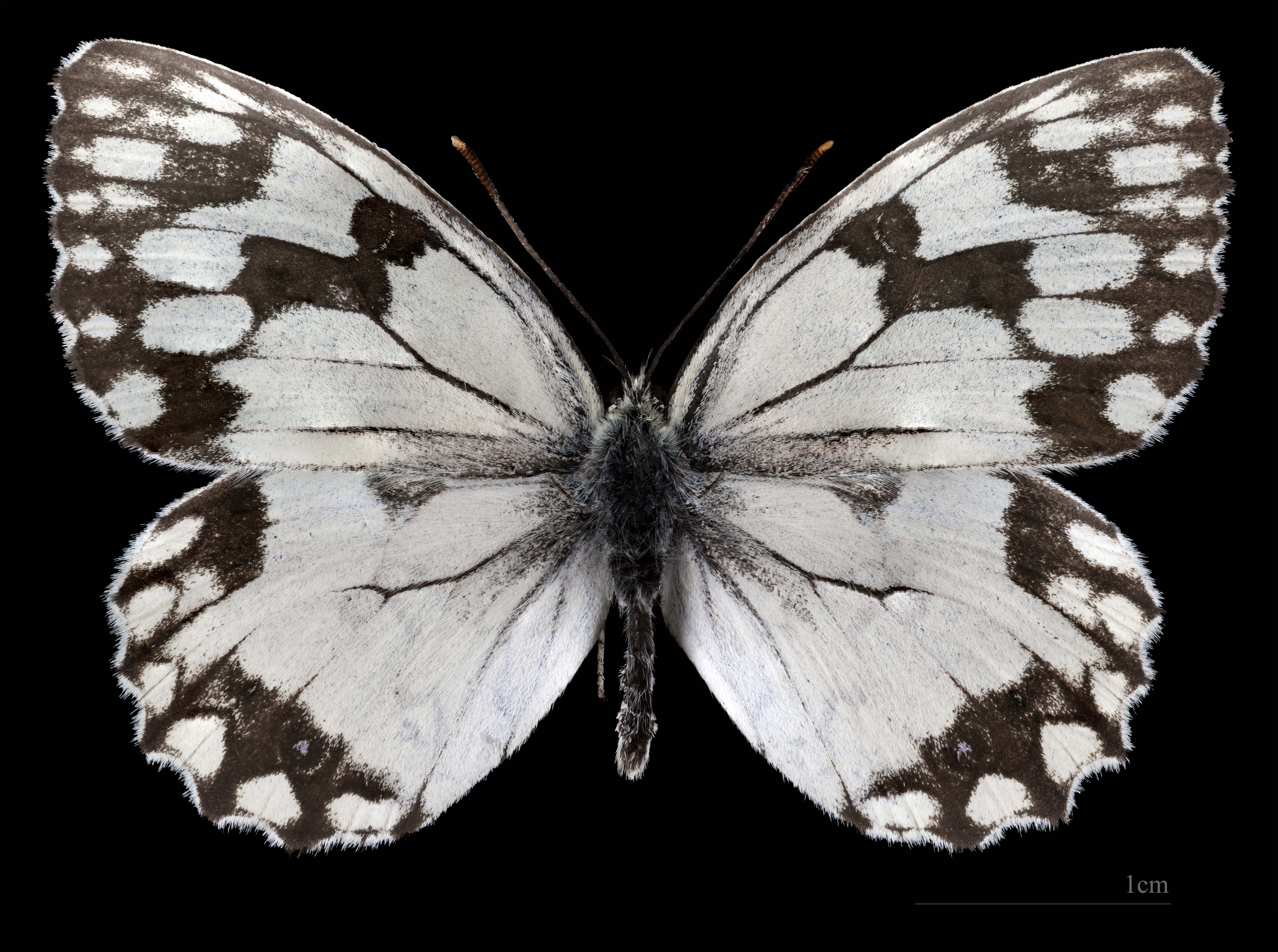
Melanargia lachesis  ♂
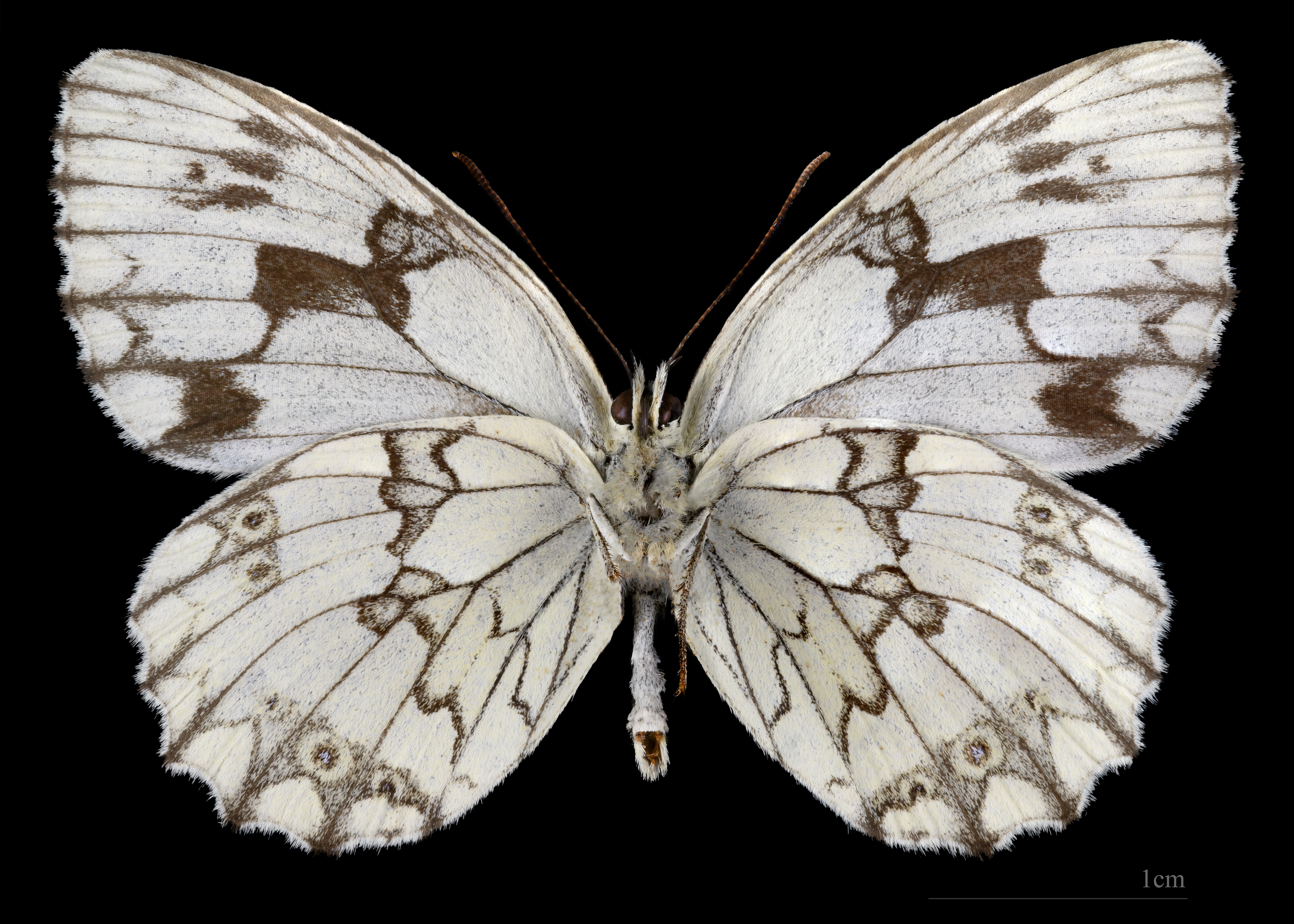
Melanargia lachesis ♂   △
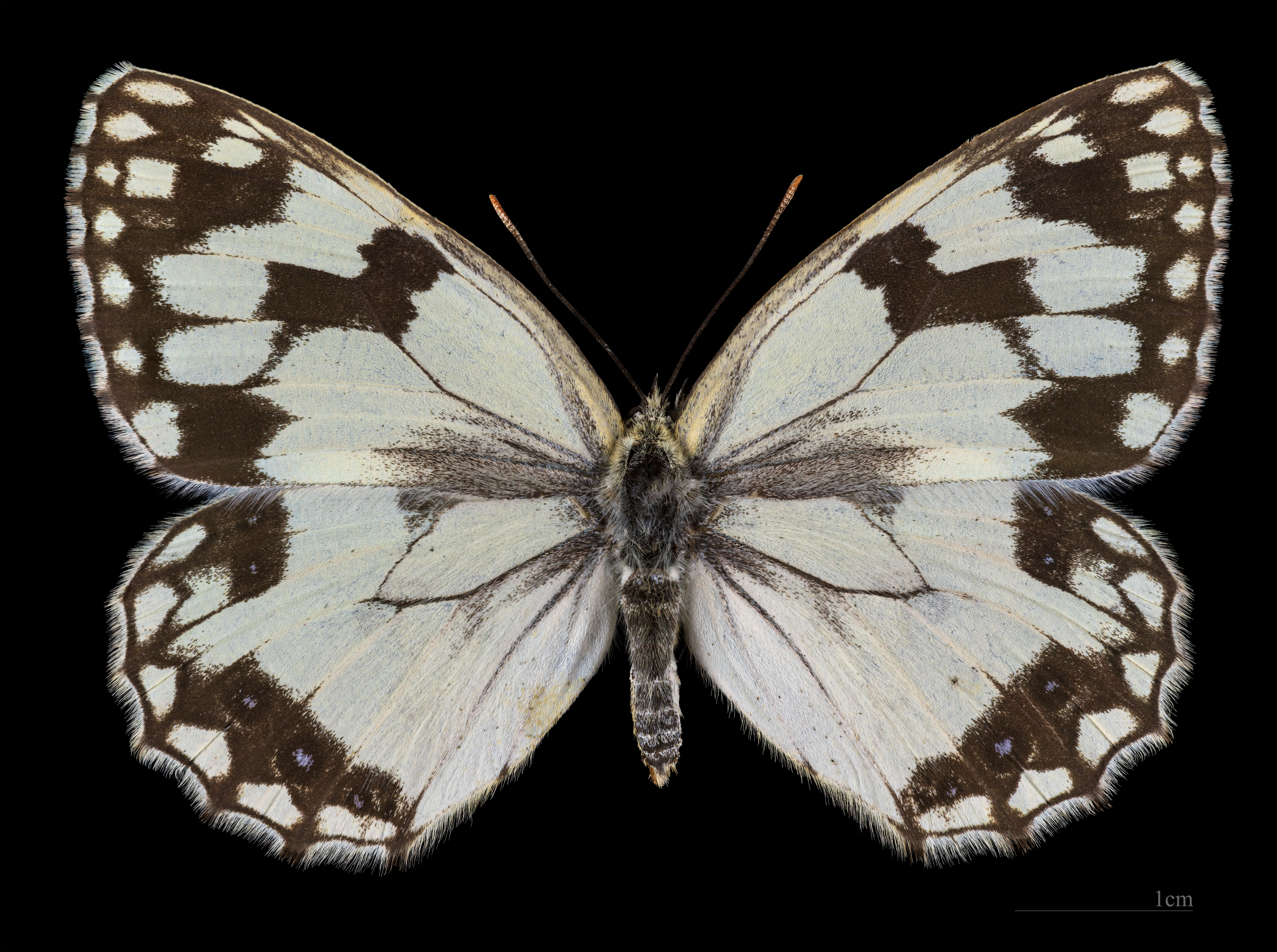
Melanargia lachesis  ♀
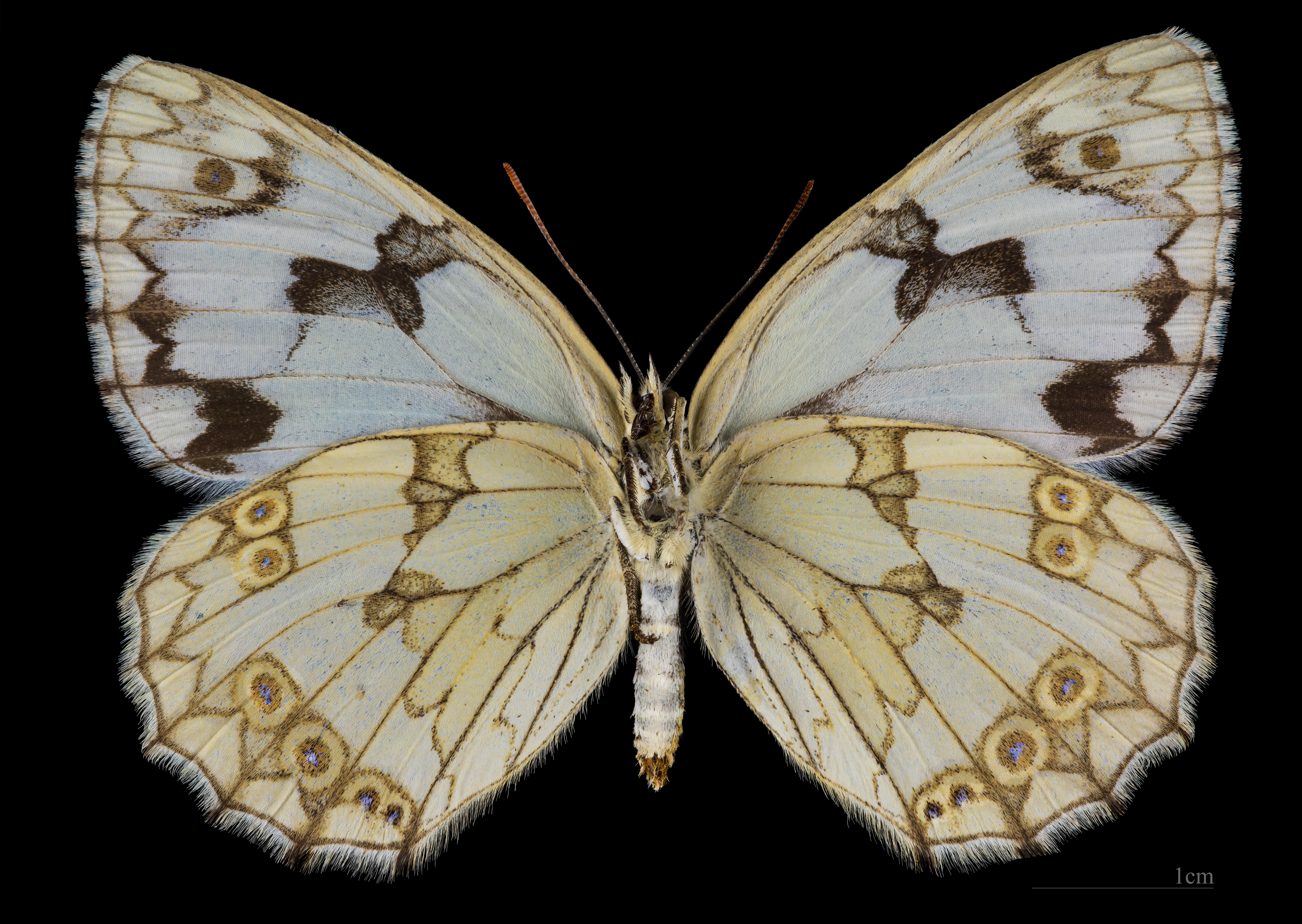
Melanargia lachesis ♀   △